# Armenia ai XXII Giochi olimpici invernali
Armenia ha partecipato ai XXII Giochi olimpici invernali, che si sono svolti dal 7 al 23 febbraio a Soči in Russia, con una delegazione composta da quattro atleti.

## Sci alpino
| Gara                     | Atleta            | Manche 1 | Manche 1  | Manche 2 | Manche 2  | Totale  | Totale    |
| Gara                     | Atleta            | Tempo    | Posizione | Tempo    | Posizione | Tempo   | Posizione |
| ------------------------ | ----------------- | -------- | --------- | -------- | --------- | ------- | --------- |
| Slalom gigante maschile  | Arman Serebrakian | 1'29"59  | 54        | 1'28"81  | 42        | 2'58"40 | 46        |
| Slalom speciale maschile | Arman Serebrakian | 55"90    | 60        | 1'04"67  | 32        | 2'00"57 | 35        |

## Sci di fondo
| 15 km maschile     | Sergey Mikayelyan | 42'39"1   | +4'09"4 | 46  |     |     |     |
| 15 km maschile     | Artur Yeghoyan    | DNS       | DNS     | DNS | DNS | DNS | DNS |
| Skiathlon maschile | Sergey Mikayelyan | 1h13'16"6 | +5'01"2 | 46  |     |     |     |
| Skiathlon maschile | Artur Yeghoyan    | 1h17'44"5 | +9'29"1 | 63  |     |     |     |
| 10 km femminile    | Katya Galstyan    | 35'26"4   | +7'08"6 | 64  |     |     |     |